# Isacantha dermestlventris
Isacantha dermestlventris is een keversoort uit de familie Belidae. De wetenschappelijke naam van de soort is voor het eerst geldig gepubliceerd in 1835 door Boisduval.